# Bągart (przystanek kolejowy)
Bągart – dawny przystanek osobowy w Bągarcie, w gminie Kijewo Królewskie, w powiecie chełmińskim, w województwie kujawsko-pomorskim, w Polsce. Położony przy linii kolejowej z Torunia Wschodniego do Chełmna. Linia ta została otwarta w 1912 roku. W 1970 roku na trasie z Unisławia Pomorskiego do Chełmna został zlikwidowany ruch pasażerski. W 1991 roku na tym odcinku zostały rozebrane tory. 